# Geocronologia
La Geocronologia és la ciència que determina l'edat absoluta de les roques, fòssils, i sediments, dins d'un cert grau d'incertesa inherent en el mètode utilitzat. Una varietat de mètodes de datació són utilitzats pels geòlegs per aconseguir això. L'enfocament interdisciplinari de la utilització de diversos mètodes sovint poden aconseguir millors resultats.
La ciència de la geocronologia és la principal eina utilitzada en la disciplina de la cronoestratigrafia, que tracta d'obtenir les dades d'edat absoluta per a tots els conjunts de fòssils i determinar la història geològica de la Terra i de cossos extraterrestres.

## Unitats
Les principals unitats geocronològiques són, de major a menor: 
- Eó[2]
- Era[3]
- Període[3]
- Època[3]
- Subèpoca[4]
- Edat[2]

Aquestes es correlacionen, respectivament, amb les unitats cronoestratigràfiques: 
- Eonotema
- Eratema
- Sistema
- Sèrie
- Subsèrie
- Estatge

## Mètodes de datació
Algunes de les tècniques comunament utilitzats són:

### Datació radiomètrica
- Datació per radiocarboni Aquesta tècnica permet mesurar la decadència del carboni-14 en la matèria orgànica i és aplicada per mostres de menys de 60.000 anys.
- Urani-plom. Aquesta tècnica permet mesurar la relació de dos isòtops de plom (plom-206 i el plom-207) i s'aplica a les mostres d'aproximadament 1 milió d'anys.
- Urani-tori. Aquesta tècnica és utilitzada per datar espeleotemess, corals, carbonats, i fòssils (os). El seu rang és d'uns 700.000 anys.
- Potassi-argó i argó-argó, es fan servir per datar roques volcàniques, i cendra volcànica. El límit menor de l'argó-argó és de pocs milers d'anys.

### Datació per luminescència
Les tècniques de luminescència que data mitjançant observar la "llum" emesa a partir de materials com el quars, el diamant, el feldespat, i calcita. Molts tipus de tècniques de luminescència s'utilitzen en la geologia, incloent luminescència estimulada òpticament (OSL), cathodoluminescencia (CL), i termoluminescència (TL). Termoluminescència i luminescència estimulada òpticament s'utilitzen en l'arqueologia fins per observar objectes com ara la ceràmica o les pedres per a cuinar, i pot ser utilitzat per observar la migració de sorra.